# Magnus Västerbro
Magnus Västerbro, tidigare Jacobsson, född 24 september 1971 i Malmbergets församling i Norrbottens län, är en svensk författare. 
Efter uppväxten i Luleå flyttade han till Umeå för att studera på Umeå universitet. Han har sedan utbildat sig till journalist vid journalisthögskolan i Göteborg, samt läst allmän historia, idéhistoria och litteraturvetenskap, framförallt vid Stockholms universitet.
Magnus Västerbro har arbetat som journalist på ett antal olika medier, bland annat Tidningarnas Telegrambyrå, TT, samt på Dagens Nyheters kulturredaktion. Som frilansskribent har han medverkat  i reportagemagasinet Filter samt de historiska tidskrifterna Allt om historia och Populär historia. Sedan januari 2019 skriver Västerbro om historia i Dagens Nyheter. 
Västerbro har gett ut ett flertal böcker. Den första, 101 historiska händelser: en annorlunda världshistoria, gavs ut 2015 (Historiska Media). Den andra, Pestens år: Döden i Stockholm, som skildrar den senaste pestepidemin i Sverige, gavs ut 2016 (Historiska Media). Utöver dessa två har Västerbro skrivit barnboken Pest och kolera: Historiens värsta farsoter tillsammans med sin fru, Nina Västerbro, med illustrationer av Johan Egerkrans (Natur & Kultur, 2017). Västerbros fjärde bok, Svälten: hungeråren som formade Sverige, gavs ut i augusti 2018 (Albert Bonniers förlag).
Magnus Västerbros bok Svälten: hungeråren som formade Sverige tilldelades Augustpriset 2018 i den facklitterära kategorin för boken.
Samma bok utsågs också till "Årets bok om svensk historia" för 2018, efter en omröstning bland Nättidningen Svensk Historias läsare. 
År 2021 tilldelades han Lotten von Kræmers pris av Samfundet De Nio.
I september 2019 utgavs Magnus Västerbros femte bok, Vålnadernas historia: Spöken, skeptiker och drömmen om den odödliga själen (Volante förlag).
Magnus Västerbros sjätte bok, Tyrannens tid: om Sverige under Karl XII, gavs ut i augusti 2021 (Albert Bonniers förlag). Den nominerades till Augustpriset i den facklitterära kategorin.
Västerbros sjunde bok, Den svarta boken. Små berättelser om död och förvandling (Albert Bonniers förlag), gavs ut i oktober 2022. 
I november 2023 tilldelades Magnus Västerbro kulturstipendiet Rubus Arcticus, som delas ut av region Norrbotten till kulturskapare med anknytning till Norrbotten. 
Augusti 2025 utgavs Västerbros åttonde bok, Kärlekens tid: Dröm och verklighet under två tusen år (Albert Bonniers förlag).